# North American Hockey League
Pour les articles homonymes, voir North American Hockey League (homonymie).
La North American Hockey League (Ligue de hockey nord-américaine) est une ligue de hockey sur glace junior en Amérique du Nord. Elle est gérée par USA Hockey.

## Histoire
La ligue commence ses activités en 1975 sous le nom de la Ligue de Hockey Junior des Grands Lacs (LHJGL). Cinq équipes se disputent ce premier championnat : les Little Caesars de Détroit, le Junior Wings de Détroit, les Chiefs d'Oakland, les Pool Saints de Paddock et les Fogcutters de Port Huron.
En 1984, la ligue est rebaptisée North American Hockey League et le trophée donné au champion est nommé Coupe Robertson en l'honneur du propriétaire des Pool Saints, sept fois champions consécutivement.
Au milieu des années 90, la ligue compte dix équipes réparties en deux division. La compétition est dominée par les Ambassadors de Compuware, qui remportent 10 titres. En 1998, l'Équipe nationale de développement des États-Unis intègre la ligue.
En 2003, la NAHL fusionne avec la American West Hockey League (AWHL), passant de 11 à 21 équipes. Quatre divisions sont formées.

## Format
La ligue possède quatre divisions pour un total de trente-cinq équipes qui vont de l'Ohio à l'Alaska ou encore au Texas.
Les quatre vainqueurs de divisions se rencontrent lors d'un tournoi pour se voir attribuer la Coupe Roberston. Chaque année, le tournoi change de ville et la ville hôte participe également au tournoi.

## Équipes

### Équipes actuelles
Cette section ci-dessous présente les équipes actuelles de la NAHL .

#### Division Centrale
- Wings de l'Aberdeen
- Bruins d'Austin
- Bobcats de Bismarck
- Mallards du Minnesota
- Minotauros de Minot
- Norsemen de St. Cloud
- Bulls du Nord de l'Iowa
- Shamrocks de Watertown

#### Division Est
- Hat Tricks Junior de Danbury
- Aviators d'Elmira
- Tomahawks de Johnstown
- Nordiques du Maine
- Black Bears du Maryland
- Mountain Kings de New Hampshire
- Titans du New Jersey
- Generals de Northeast
- Rebels de Philadelphie
- Americans Junior de Rochester

#### Division Midwest
- Wolverines d'Anchorage
- Steel de Chippewa
- Ice Dogs de Fairbanks
- Jets de Janesville
- Brown Bears de Kenai River
- Wilderness du Minnesota
- Blues Junior de Springfield
- Windigo du Wisconsin

#### Division Sud
- Wranglers d'Amarillo
- Grit du Colorado
- IceRays de Corpus Christi
- Rhinos d'El Paso
- Brahmas de Lone Star
- Ice Wolves du Nouveau-Mexique
- Jackalopes d'Odessa
- Warriors d'Oklahoma
- Mudbugs de Shreveport

### Anciennes équipes
Cette section dresse une liste des franchises ayant évolué en NAHL et n'existant plus aujourd'hui.

### Coupe Roberston
La liste ci-dessous reprend les différents vainqueurs des séries éliminatoires de la ligue.
- 1976 : Caesars de Little (1)
- 1977 : Pools de Paddock (1)
- 1978 : Pools de Paddock (2)
- 1979 : Pools de Paddock (3)
- 1980 : Pools de Paddock (4)
- 1981 : Pools de Paddock (5)
- 1982 : Pools de Paddock (6)
- 1983 : Pools de Paddock (7)
- 1984 : Falcons de Saint-Clair (1)
- 1985 : Falcons de Saint-Clair (2)
- 1986 : Ambassadors de Compuware (1)
- 1987 : Ambassadors de Compuware (2)
- 1988 : Ambassadors de Compuware (3)
- 1989 : Ambassadors de Compuware (4)
- 1990 : Ambassadors de Compuware (5)
- 1991 : K Wings Junior de Kalamazoo (1)
- 1992 : Ambassadors de Compuware (6)
- 1993 : K Wings Junior de Kalamazoo (2)
- 1994 : Ambassadors de Compuware (7)
- 1995 : Ambassadors de Compuware (8)
- 1996 : Blues Junior de Springfield (9)
- 1997 : Blues Junior de Springfield (10)
- 1998 : Ambassadors de Compuware (9)
- 1999 : Ambassadors de Compuware (10)
- 2000 : Wings de Danville (1)
- 2001 : Tornado du Texas (1)
- 2002 : Ambassadors de Compuware (11)
- 2003 : Forge de Pittsburgh (1)
- 2004 : Tornado du Texas (2)
- 2005 : Tornado du Texas (3)
- 2006 : Tornado du Texas (4)
- 2007 : Bandits de Saint-Louis (1)
- 2008 : Bandits de Saint-Louis (2)
- 2009 : Bandits de Saint-Louis (3)
- 2010 : Bobcats de Bismarck (1)
- 2011 : Ice Dogs de Fairbanks (1)
- 2012 : Tornado du Texas (5)
- 2013 : Bulls d'Amarillo (1)
- 2014 : Ice Dogs de Fairbanks (2)
- 2015 : Wilderness du Minnesota (1)
- 2016 : Ice Dogs de Fairbanks (3)
- 2017 : Brahmas de Lone Star (6)
- 2018 : Mudbugs de Shreveport (1)
- 2019 : Wings d'Aberdeen (1)
- 2022 : Titans du New Jersey (1)
- 2023 : Warriors d'Oklahoma (1)
- 2024 : Brahmas de Lone Star (7)